# Bijan Emkanian
Bijan Emkanian (en anglais: Bizhan Emkanian; en persan : بیژن امکانیان), né en 1953 à Abadan en Iran, est un acteur iranien. Bijan enkanian est acteur de cinéma et culturiste il a mentionné Akbar Khazaei comme étant son entraîneur de culturisme,.

## Filmographie sélectionnée
- Liegemen, 1981
- Les Marguerites, 1984
- Aspiration au mariage, 1990
- Taghato, 2005